# Åbuen
Åbuen er en kombineret gang- og cykelbro, der fører cykelruten Den Grønne Sti over Ågade på Nørrebro i København. Broen blev taget i brug 21. juni 2008.
Broen blev etableret som en del af Københavns og Frederiksberg Kommuners arbejde med at etablere Grønne Cykelruter, heriblandt Den Grønne Sti, der følger et tidligere jernbanetracé. Ved grænsen mellem de to kommuner ligger imidlertid de tæt trafikerede Ågade og Åboulevard, der ikke uden videre lader sig krydse i niveau. Dette problem blev løst med broen.
Som navnet antyder har broen en buet form. Arkitektfirmaet Dissing+Weitling, der tegnede den i samarbejde med ingeniørfirmaet COWI, valgte blandt andet denne form, for at broen kunne fungere som en naturlig forlængelse af den slyngede cykelrute. Selve broen er udført i stål, hvilket havde den fordel, at de enkelte dele kunne præfabrikeres i store enheder, der efterfølgende kunne løftes på plads uden større gener for trafikken. Broen er enkelt udført med en 65 meter lang brodrager, en skrå, bærende bue, ophængningssystem, gelændere og belysning. Derudover er der ramper på begge sider. Den sydlige rampe ligger delvist skjult mellem bebyggelse, mens den nordlige ligger i et mindre, parklignende område mellem Laurids Skaus Gade og Hans Egedes Gade hen mod Rantzausgade.
Åen i navnet er i øvrigt Ladegårdsåen, der tidligere lå frit på stedet, men som nu er ført i rør under Ågade og Åboulevarden.